# Wojciech Izdebski
Wojciech Izdebski (ur. 19 kwietnia 1616, zm. 3 listopada 1702) – biskup katolicki. 

## Życiorys
Wyświęcony na księdza w 1648. Mianowany biskupem pomocniczym wileńskim 18 czerwca 1696, konsekrowany 15 października 1697. W latach 50. i 60. XVII w. archidiakon smoleński, a także pleban preński i birsztański. Pochodził z rodu Izdebskich pieczętującego się herbem Pomian, osiadłego w Wielkim Księstwie Litewskim.